# La Quinta, Puebla
La Quinta är en ort i Mexiko.   Den ligger i kommunen Chignahuapan och delstaten Puebla, i den sydöstra delen av landet, 120 km öster om huvudstaden Mexico City. La Quinta ligger 2 487 meter över havet och antalet invånare är 197.
Terrängen runt La Quinta är huvudsakligen kuperad, men åt nordost är den platt. Runt La Quinta är det ganska tätbefolkat, med 54 invånare per kvadratkilometer. Närmaste större samhälle är Chignahuapan, 10,1 km nordost om La Quinta. Trakten runt La Quinta består till största delen av jordbruksmark.